# The Showdown
The Showdown es una banda estadounidense de southern metal/metalcore fundada en 2004.

## Miembros

### Miembros actuales
- David Bunton - Vocalista
- Josh Childers - guitarra, voz
- Timothy "Yogi" Watts - batería (Demon Hunter)
- Jeremiah Scott - bajo (Destroy Destroy Destroy)
- Patrick Judge (tentative) - guitarra (Demon Hunter)

### Antiguos miembros
- Travis Bailey - guitarra, vocalista
- Andrew Hall - batería
- Daniel Swain - batería, voz
- AJ Barrette - batería (ex-Still Remains)
- Eric Koruschak - bajo

## Discografía

### Álbumes de estudio
| Álbum                    | Fecha de Lanzamiento                                        | Discográfica        | Billboard 200 | Ventas en EE.UU. |
| A Chorus of Obliteration | 16 de noviembre de 2004 14 de noviembre de 2006 (relanzado) | Mono Vs Stereo      | -             | 40,000+          |
| Temptation Come My Way   | 20 de febrero de 2007                                       | Mono Vs Stereo      | #191          | 60,000+          |
| Feel Like Hell EP        | 18 de septiembre de 2007                                    | Mono Vs Stereo      | -             | -                |
| Back Breaker             | 19 de agosto de 2008                                        | Solid State Records | #6            | 25,000+          |
| Blood In The Gears       | 24 de agosto de 2010                                        |                     |               |                  |